# Helena Gibbs
Helena Gibbs (Helena Frances Augusta; 23 octobre 1899-22 décembre 1969), née princesse Helena de Teck, est une membre de la famille royale britannique, arrière-arrière-petite-fille du roi George III et nièce de la reine Mary, épouse du roi George V.
Pendant la Première Guerre mondiale, la famille royale britannique et leurs proches parents (y compris la maison de Teck) ont renoncé à leurs titres allemands et la princesse Helena a adopté le nom de Lady Helena Cambridge.

## Jeunesse
La princesse Helena est née à Grosvenor House, Mayfair, Westminster. Son père est le prince Adolphus de Teck (plus tard le 2e duc de Teck et après 1917 le 1er marquis de Cambridge), le fils aîné du prince Francis, duc de Teck et de la princesse Mary Adelaide de Cambridge. Sa mère est Lady Margaret Grosvenor, la troisième fille de Hugh Grosvenor (1er duc de Westminster). Elle porte à la naissance les prédicat et titre de Son Altesse Sérénissime la Princesse Helena de Teck.
Pendant la Première Guerre mondiale, le sentiment anti-allemand au Royaume-Uni conduit le roi George V à changer le nom de la maison royale de la maison germanique de Saxe-Cobourg-Gotha en maison de Windsor à consonance plus anglaise. Le roi renonce également à tous ses titres germaniques pour lui-même et tous les membres de la famille royale britannique.
En réponse à cela, le père d'Helena renonce à son titre de duc de Teck dans le royaume de Wurtemberg et au prédicat d'Altesse. Adolphus, avec son frère, le prince Alexandre de Teck, adopte le nom de Cambridge, d'après leur grand-père, le prince Adolphus, duc de Cambridge.
Il est ensuite créé marquis de Cambridge, comte d'Eltham et vicomte Northallerton dans la pairie du Royaume-Uni. Helena avait droit au titre de Lady Helena Cambridge en tant que fille d'un marquis.

## Mariage
Helena épouse le colonel John Evelyn Gibbs (22 décembre 1879 Londres - 11 octobre 1932 Tetbury), un vétéran de la guerre des Boers et de la Première Guerre mondiale et petit-fils du célèbre homme d'affaires victorien William Gibbs (homme d'affaires) (en), le 2 septembre 1919 à la chapelle St. George, Château de Windsor. Le couple n'a pas d'enfants. Helena survit à son mari 37 ans et est décédée à Badminton House, la maison de sa sœur.